# Juzjen
Juzjen är ett distrikt i Bulgarien.   Det ligger i kommunen Obsjtina Plovdiv och regionen Plovdiv, i den centrala delen av landet, 130 km sydost om huvudstaden Sofia.
Trakten runt Juzjen består till största delen av jordbruksmark. Runt Juzjen är det ganska glesbefolkat, med 50 invånare per kvadratkilometer.